# Israël op het Eurovisiesongfestival 2002
Israël nam deel aan het Eurovisiesongfestival 2002 in Tallinn, Estland. Voor deze editie koos men ervoor om een interne selectie te organiseren. Het was de 26ste deelname van het land aan het festival.

## Selectieprocedure
In tegenstelling tot het voorbije jaar, koos men er deze keer voor om een interne selectie te organiseren.
Uiteindelijk koos men voor de zangeres Sarit Hadad met het lied "Nadlik Beyakhad Ner (Light a Candle)".

## In Tallinn
In Denemarken trad Israël als tiende van 24 landen aan, na Macedonië en voor Zwitserland. Het land behaalde een 12de plaats, met 37 punten.
België had 2 punten over voor deze inzending en Nederland nam niet deel in 2002.

### Gekregen punten

#### Finale
| 12 punten                                              | 10 punten   | 8 punten  | 7 punten | 6 punten                   |
| ------------------------------------------------------ | ----------- | --------- | -------- | -------------------------- |
|                                                        | - Frankrijk |           |          |                            |
| 5 punten                                               | 4 punten    | 3 punten  | 2 punten | 1 punt                     |
| - Duitsland - Finland - Roemenië - Verenigd Koninkrijk |             | - Letland | - België | - Denemarken - Zwitserland |

### Punten gegeven door Israël

#### Finale
Punten gegeven in de finale:
| 12 punten | Letland             |
| 10 punten | Malta               |
| 8 punten  | Roemenië            |
| 7 punten  | Frankrijk           |
| 6 punten  | Spanje              |
| 5 punten  | Verenigd Koninkrijk |
| 4 punten  | Denemarken          |
| 3 punten  | Zweden              |
| 2 punten  | Estland             |
| 1 punt    | Rusland             |

1973 · 1974 · 1975 · 1976 · 1977 · 1978 · 1979 · 1980 · 1981 · 1982 · 1983 · 1984 · 1985 · 1986 · 1987 · 1988 · 1989 · 1990 · 1991 · 1992 · 1993 · 1994 · 1995 · 1996-1997 · 1998 · 1999 · 2000 · 2001 · 2002 · 2003 · 2004 · 2005 · 2006 · 2007 · 2008 · 2009 · 2010 · 2011 · 2012 · 2013 · 2014 · 2015 · 2016 · 2017 · 2018 · 2019 · 2020 · 2021 · 2022 · 2023 · 2024 · 2025